# 葉超 (導播)
葉超（Ye Chao），台灣電視公司退休男導播、監製，年輕時曾在幾部電影中演出。1983年至1984年，連續擔任台視紅極一時八點檔連續劇《星星知我心》和《星星的故鄉》導播而聞名；並憑藉該系列連續劇，在1984年第19屆金鐘獎和1985年第20屆金鐘獎，與導演林福地共同榮獲電視導播獎。

## 導播作品

### 電視
| 年份   | 頻道 | 戲劇名稱   | 戲劇類型   | 職稱 | 備註         |
| 1982年 | 台視 | 天地良心   | 長篇連續劇 | 導播 |              |
| 1983年 | 台視 | 星星知我心 | 長篇連續劇 | 導播 |              |
| 1984年 | 台視 | 星星的故鄉 | 長篇連續劇 | 導播 |              |
| 1985年 | 台視 | 阿郎與彬彬 | 長篇連續劇 | 導播 | 和余敏慧聯合 |
| 1986年 | 台視 | 我心深處   | 長篇連續劇 | 導播 | 和余敏慧聯合 |

## 監製作品

### 電視
| 年份   | 頻道 | 節目名稱   | 節目類型               | 職稱 | 備註           |
| 1982年 | 台視 | 不要說再見 | 長篇連續劇             | 監製 |                |
| 1982年 | 台視 | 天地良心   | 長篇連續劇             | 監製 |                |
| 1983年 | 台視 | 綜藝大出擊 | 台視20週年台慶特別節目 | 監製 | 台視節目部製作 |
| 1983年 | 台視 | 星星知我心 | 長篇連續劇             | 監製 |                |
| 1984年 | 台視 | 星星的故鄉 | 長篇連續劇             | 監製 |                |
| 1985年 | 台視 | 阿郎與彬彬 | 長篇連續劇             | 監製 |                |
| 1985年 | 台視 | 心劍       | 長篇連續劇             | 監製 |                |
| 1986年 | 台視 | 我心深處   | 長篇連續劇             | 監製 |                |
| 1987年 | 台視 | 今夜相思雨 | 長篇連續劇             | 監製 |                |
| 1987年 | 台視 | 勇者的奮鬥 | 長篇連續劇             | 監製 |                |
| 1988年 | 台視 | 萬世師表   | 長篇連續劇             | 監製 |                |

## 演出作品

### 電影
| 年份   | 平台   | 電影名稱   | 電影類型 | 飾演 | 備註 |
| 1951年 | 院線片 | 惡夢初醒   | 長篇電影 | 陸山 |      |
| 1987年 | 院線片 | 八卦蓮花掌 | 長篇電影 |      |      |

## 獎項紀錄
| 年份   | 頒獎典禮     | 獎項       | 作品           | 結果 |
| ------ | ------------ | ---------- | -------------- | ---- |
| 1984年 | 第19屆金鐘獎 | 電視導播獎 | 《星星知我心》 | 獲獎 |
| 1985年 | 第20屆金鐘獎 | 電視導播獎 | 《星星的故鄉》 | 獲獎 |

## 外部連結
- 葉超 - MovieCool 華文影劇數據平台